# Henry Charles Lea
Henry Charles Lea (19 de septiembre de 1825 - 24 de octubre de 1909) fue un historiador estadounidense nacido en Filadelfia.
Su padre era un editor, a quien se unió en el negocio en 1843 y retuvo sus conexiones con la empresa hasta 1880. De salud pobre, se dedicó desde joven a la investigación, principalmente sobre la historia de la Iglesia en la Baja Edad Media. Su fama literaria se basa en los importantes libros que publicó sobre este tema:
- Superstition and Force (Superstición y fuerza; Filadelfia, 1866, reeditado 1892)
- Historical Sketch of Sacerdotal Celibacy (Esbozo histórico del celibato sacerdotal; Filadelfia, 1867)
- History of the Inquisition of the Middle Ages (Historia de la Inquisición en la Edad Media; Nueva York, 1888) - Volumen I
- Chapters from the religious history of Spain connected with the Inquisition (Capítulos sobre la historia religiosa de España conectada con la Inquisición; Filadelfia, 1890)
- History of auricular Confession and Indulgences in the Latin Church (Historia de confesiones e indulgencias auriculares en la Iglesia Latina; 3 vols., Londres, 1896)
- The Moriscos of Spain (Moriscos en España; Filadelfia, 1901)
- History of the Inquisition of Spain (Historia de la Inquisición de España; 4 vols., Nueva York y Londres, 1906-1907) - Volumen I, Volumen II, Volumen III, Volumen IV.

También editó una Formulary of the Papal Penitentiary in the 17th century (Ritual de la penitenciaría papal del siglo XVII; Filadelfia, 1892) y en 1908 publicó Inquisition in the Spanish Dependencies (Inquisición el las dependencias españolas).
Como autoridad en la Inquisición española, fue uno de los historiadores modernos más reconocidos y recibió distinciones de las universidades de Harvard, Princeton, Pensilvania, Giessen y Moscú.

## Ediciones recientes
- Historia de la Inquisición Española (obra completa). Fundación Universitaria Española. 1982. ISBN 978-84-7392-208-1.

- Los moriscos españoles, su conversión y expulsión. Universidad de Alicante. Servicio de Publicaciones. 2006. ISBN 978-84-7908-908-5.